# Колокольников Юрій Андрійович
Юрій Андрійович Колокольников (нар. 15 грудня 1980, Москва) — російський актор театру, кіно і дубляжу, кінорежисер і кінопродюсер.

## Біографія
Юрій Колокольников народився 15 грудня 1980 року у Москві. Тато — Андрій Геннаійович Колокольников — учений-математик, котрий займатися дослідженнями у області соціоніки. Мати — Марина Сонкина — журналіст, письменник, перекладач. Бабуся Юрія, Фаіна Сонкина, була однокурсницею Юрія Лотмана на філологічному факультеті СПбДУ, протягом багатьох років підтримувала з ним відносини, а згодом написала у співавторстві з дочкою книгу «Юрій Лотман у моєму житті. Згадки. Щоденники. Листи». По сімейній легенді Юрій Колокольников був названий саме в честь Лотмана. У Юрія є старший брат Федір Колокольников, доктор математических наук, професор університету Галифакса
У 1985 мама з 5-річним Юрієм і 12-річним Федором переїхала у Канаду, де отримала роботу на радіо. Юрій навчався у школі у Торонто, потім у Монреалі. Отримав канадське громадянство. З 1990 року літав у Росію до батька, жив на дві країни, паралельно навчався у російській і канадській школах.
Зі слів самого Колокольникова, дитиною він був неслухняною і некерованою. У московській школі Юрія збиралися прийняти у піонери, але він відмовився, повідомивши, що не розділяє цінностей цієї суспільної організації. Коли Колокольникову було 13 років, тато побачив оголошення про прийом у киношколу, але, оскільки набирали туди тільки з 9 класу, то Юрій за літо экстерном здав екзамени за 8-й, вступив і вирішив лишитися навчатися у Росії.
У 2014 Юрій, єдиний з російських акторів, отримав запрошення знятись у серіалі HBO «Гра престолів». Його Стир - ватажок Теннів, — один з головних героїв четвертого сезону. Також у його закордонній фільмографії — «Хантер Кіллер» Донована Маршуа (2018), «Тілоохоронець кілера» Патріка Г'юза (2017), серіал «Американці» (2017—2018). У 2018 знявся у «Шестеро поза законом» Майкла Бея.

## Кар'єра

### Ролі у кіно
- 1994 — Залізна завіса — безпритульний
- 1998 — Ретро втрьох — наречений
- 2000 — Заздрість богів — Саша, син Соні
- 2000 — У серпні 44-го… — лейтенант Блінов
- 2001 — Ідеальна пара (серія «Проба пера») — Витьок Коробков
- 2001 — Леді на день — красунчик Дейв
- 2002 — Спеціальный репортаж, або Супермен цього дня — Паша
- 2002 — Щоденник убивці — Максим
- 2003 — Час - гроші — Константин Григорьев
- 2003 — У червні 41-го (США) — Иван Антонов
- 2004 — Діти Арбата — Костя
- 2004 — Узкий мост — рекламний режисер
- 2004 — Вигнанець (США) — Томас Хатауэй
- 2005 — Грецькі каникули — Ипполіт
- 2005 — Марсіанські хроніки — Женя Бандорин
- 2005 — Статський радник — поручик Смольянинов
- 2005 — Убойная сила 6 (серія «Благі наміри») — Малишев
- 2005 — Народна казка (документальний короткометражний фільм) — оповідач
- 2006 — Печорин. Герой нашого часу — Грушницький
- 2006 — Рекламна пауза — копірайтер Іванко
- 2006 — Біси — Ставрогин
- 2006 — Кінофестиваль — Микола Васильєв
- 2007 — Кука — Жека
- 2007 — Відкритий простір — Гліб
- 2007 — Плюс один — ростова лялька
- 2009 — Приречені на війну — Антон
- 2009 — На море! — Вадим
- 2009 — Кішечка — гість на весіллі
- 2010 — Щасливий кінець — Член
- 2010 — Самка — міліціонер
- 2010 — Блюз-кафе — містер Москаль
- 2011 — У твоїх очах — Стас Пузирьов
- 2011 — Распутін — Освальд Райнер
- 2012 — Татусеві доньки — Кирило Генрихович Рубинштейн, новий режисер театру «Бомба» (20 сезону)
- 2012 — Шокова терапія
- 2013 — Піддубный — граф Корсаков, менеджер Піддубного
- 2013 — Інтимні місця — Іван
- 2013 — Одесит — Рому
- 2013 — Кукушечка — Лев
- 2013 — Безцінне кохання — Ілля
- 2014 — Гра престолів 4 / Game of Thrones (США) — магнар теннів Стир
- 2014 — Любить не любить — Діма
- 2014 — Сьома руна — Олег Петрович Нестеров, слідчий
- 2014 — Мама дарагая! — Юра Подоконніков
- 2015 — Пінгвін нашого часу — Єгор, пінгвинер-оповідач
- 2015 — Перевізник: Спадщина / The Transporter Refueled (Франція) — Юрій, російський мафіозі
- 2015 — Озабочені, або Любов зла — Слава Лозовський
- 2015 — Метод — Міхаель Птаха
- 2015 — Про любов — Юра, знайомий по інтернет-переписці
- 2016 — Сніданок у тата — Олександр Тітов, креативный директор рекламного агентства, тато Алі
- 2016 — Дуелянт — Басаргін
- 2016 — ВМаяковський — Володимир Маяковський
- 2016 — П'яна фірма — Слава
- 2016 — Зворотний відлік — Константин Корсаков
- 2017 — Ви всі мене бісите! — Артем, колишній хлопець Соні
- 2017 — Стреттон: Першез авдання / Stratton (Англія) — Бородин
- 2017 — Тілоохоронець кілера / The Hitman’s Bodyguard (США) — Иван, помічник і охранець президента Духовича
- 2017 — Про любов. Тільки для дорослих
- 2017 — Крила Імперії — князь Михайло
- 2018 — Девята— Василь Петрович Голіцин
- 2018 — Годунов — Джером Горсей, англійський купець
- 2018 — Таємниця печатки дракона — Петро I / Залізна Маска
- 2018 — Хантер Кілер / Hunter Killer (США) — Олег
- 2019 — Гуморист — Шепелін
- 2019 — Шестеро поза законом — Бааша Зія
- 2020 — Срібні ковзани — Великий князь
- 2020 — Ми — Панда
- 2020 — Воскресенський — Воскресенський
- 2020 — Тенет
- 2024 — Крейвен-мисливець

### Дубляж
- 2017 — Тілоохоронець кілера / The Hitman’s Bodyguard (США) — Іван, помічник і охоронець президента Духовича
- 2017 — Фердинанд / Ferdinand — Фердинанд

## Особисте життя
- Перша дружина — Надія Маляровская, економіст, голова агентства нерухомості Soho Realty;
- Друга дружина — актриса Ксенія Раппопорт.

Має двох дочок від двох шлюбів:
- дочка Таісія (2006 року народження);
- дочка Софія (2011 року народження).